# Teljesítménysűrűség
PFD - Power Flux Density - felületre eső teljesítménysűrűség (S) - Egységnyi felületre merőlegesen beeső teljesítmény, felületi teljesítménysűrűség, mértékegysége W/m² (praktikusan dBW/m²).
Teljesítménysűrűség (vagy a teljesítmény tömegsűrűsége , vagy egyszerűen a teljesítménysűrűség) az adott fizikai rendszer által tárolható teljesítmény mennyisége (energiacsere-sebesség), osztva a rendszer térfogatával. Ez a fizikai mennyiség tükrözi a rendszer kapacitását az energia továbbítására, adott térfogaton. W/m3-ben van kifejezve.
A teljesítménysűrűség fontos kritérium lehet, ha a rendelkezésre álló térfogat korlátozott.
SPFD - Spectral Power Flux Density - spektrális teljesítménysűrűség  W/m2/Hz (praktikus mértékegysége: dBW/m²/Hz) - Egységnyi sávszélességre jutó teljesítménysűrűség (PFD).
Spektrális teljesítmény: A jel tetszőleges [f1, f2] frekvenciatartományba eső összetevői által hordozott teljesítmény. Mértékegysége W/Hz, V2/Hz, I2/Hz 
{\displaystyle P_{[f_{1},f_{2}]}=\int \limits _{f_{1}}^{f_{2}}S(f)df}

## Energetikai spektrumok[3]
Az energia jellegű (ill. teljesítmény jellegű) spektrumokat (tehát a teljesítmény-, az energiasűrűség-, a teljesítménysűrűség- és a kereszt-teljesítménysűrűség-spektrumot,) összefoglaló néven energetikai spektrumoknak nevezzük.
Elnevezése szerint mindegyik energetikai spektrum az adott jel energia- ill. teljesítménytartalmának frekvencia szerinti eloszlását írja le. Tehát elvileg ideális sávszűrővel ezek a spektrumok mérhetők.
Teljesítményspektrum esetén ( (a.) eset ) ez meg is valósítható olyan keskeny sávszűrővel, amely csak az adott spektrumot engedi át.

### Teljesítményspektrum
Periodikus jelek esetén Fourier-sor.
{\displaystyle P_{i}=|C_{i}|^{2};C_{i}={\frac {1}{T}}\int \limits _{0}^{T}x(t)e^{-j2\pi {\frac {i}{T}}t}dt}

### Energiasűrűség-spektrum
determinisztikus, tranziens jelek esetén Fourier-transzformált abszolútérték-négyzete.
{\displaystyle E(f)=|\int \limits _{-\infty }^{\infty }x(t)e^{-j2\pi ft}dt|^{2}}

### Teljesítménysűrűség-spektrum
sztochasztikus és periodikus jelek esetén az autókorrelációs függvény Fourier-transzformáltja.
{\displaystyle S_{x}(f)=\int \limits _{-\infty }^{\infty }R_{x}(\tau )e^{-2j\pi ft}d\tau }

### Kereszt-teljesítménysűrűség-spektrum
sztochasztikus és periodikus jelek esetén a keresztkorrelációs függvény Fourier-transzformáltja.
{\displaystyle S_{xy}(f)=\int \limits _{-\infty }^{\infty }R_{xy}(\tau )e^{-2j\pi ft}d\tau }